# Берен

## Берен
Берен е герой от книгата на Толкин „Силмарилион“. Син на Барахир и Емелдир, той е от кралския род на Беор от Дортонион. Любовта му с Лутиен е една от най-великите истории от Древните дни.

## Появи в литературата
Внимание:  Текстът по-долу разкрива сюжета на произведението (или части от него)!
Битката на Внезапния пламък се провела през младостта на Берен, носейки разруха за кралството му. Оттогава насам младият Берен заживял с баща си и десет верни последователи в платото Дортонион, край Тарн Аелуин, където направили много подвизи.
След загиването на другите бунтовници, Берен бива принуден да напусне родната си земя от Саурон и Драуглуин. Той отишъл в Дориат, където видял и се влюбил в Лутиен, принцеса на Синдарите и дъщеря на Тингол и Мелиан.
Тингол отказал да даде ръката на Лутиен. Той казал, че ще позволи венчавка, ако Берен върне един от Силмарилите, трите свещени скъпоценни камъка, откраднати от Моргот и намиращи се на Желязната корона на Моргот. Задачата се считала за неизпълнима, но Берен и Лутиен, с помощта на Финрод от Нарготронд и Хуан (и двамата загинали, защитавайки Берен), преминали през много опасности (дори и Саурон, най-могъщият слуга на Моргот) и най-накрая стигнали Ангбанд и се изправили пред Моргот. Когато Лутиен накарала Мрачния владетел да заспи чрез пеенето си, Берен успял да вземе Силмарил. Той възнамерявял да вземе още един, но върхът на кинжала му Ангрист се счупил и порязал Моргот. Когато се опитали да избягат от Ангбанд, огромният вълк Кархарот, когото Моргот сам отгледал, ги нападнал. Берен вдигнал Силмарила, надявайки се сиянието му да отблъсне звяра, но грешал. Кархарот отхапал ръката му и я погълнал заедно със Силмарила (заради което Берен бил наречен Камлост, Едноръкия) и побягнал обезумял към Дориат. Лутиен и припадналият Берен били спасени от Орлите на Манве. Впоследствие се завърнали при Тингол, където Берен заявил, че държи Силмарил в ръката си. Когато показал чукана на ръката си, кралят се трогнал (тогава Берен получил своето епессе Камлост – Празна ръка). Берен участвал в лова на Кархарот, в който звярът бил убит. Задачата била изпълнена, но Берен бил смъртно ранен.
Любовта на Лутиен към Берен била толкова силна, че когато разбрала за смъртта му, тя легнала и умряла. Душата ѝ отишла в Залите на Мандос, където тя разчувствала Мандос чрез пеенето си. Тя и Берен били върнати към живот, но и двамата щели да умрат като хора и да отидат отвъд стените на Арда към неизвестно място. Берен и Лутиен заживели на Тол Гален, в средата на река Адурант в Осирианд. Там те останали настрана от смъртните. Берен бил въвлечен в събитията от Първата епоха само още веднъж, когато устроил засада на група джуджета, които унищожили Дориат и откраднали Наугламир, в която бил сложен Силмарилът.
Лутиен родила син на Берен, Диор, наследник на Тингол, който бил смятан за най-красив сред живите, защото в него течала кръвта на хора, елфи и Маяри (Айнури). Чрез неговите наследници кръвта на Берен и Лутиен биле съхранена сред хора и Елдари.

## Адаптации
Адаптацията на радио ББС на „Властелинът на пръстените“ включва сцена от „Задругата на пръстена“, в която Арагорн накратко разказва историята на Берен и Лутиен на Фродо Торбинс и неговите спътници. След време Фродо съзира връзка между тяхната история и тази на Арагорн и Аруен.
Анимираната адаптация на „Властелинът на пръстените“ включва подобна сцена, в която Арагорн разказва историята на Берен и Лутиен на хобитите, но не е направена връзка между тях и Арагорн и Аруен, защото Аруен не се появява във филма.
Удълженото издание на филмовата версия на „Задругата на пръстена“ (2001), режисирана от Питър Джаксън, съдържа кратко споменаване на историята. По време на пътуването от Брий до Ломидол Фродо чува как Арагорн си пее тихо и го пита коя е жената от песента. Арагорн му отвръща, че е пял за Лутиен. Когато Фродо пита каква е била съдбата ѝ, Арагорн му отговаря, че е умряла. Този момент е отражение на притеснението на Арагорн за Аруен, която заради него се е отказала от безсмъртието си.
феновете, надявали се, че на по-обстойно обяснение на историята ще се появи в „Двете кули“ (2002) и „Завръщането на краля“ (2003), останали разочаровани.

## Създаване
Историята на Берен и Лутиен, макар и спомената за кратко във „Властелинът на пръстените“, била централна част от Толкиновия свят. Толкин казвал, че тя израснала от малка горска поляна, покрита от бучиниш, която посетил по времето на Втората световна война.
В ранните версии на легендата (както е отбелязано в „Книга на изгубените предания“), Берен бил елф от Нолдорите, син на Егнор (което може би е било ранно име на Аегнор).
Широко смятано е, че историята на героите била повлияна от ранната любов на Толкин и Идит Брат, бъдещата му жена, която може би е танцувала за писателя.
Фамилията Толкин идава от немското Toll-kühn, значещо „глупаво смел“. Името Берен също значи „смел“ в Синдарин и някои вярват, че това не е съвпадение.
Когато жената на Толкин починала, на надгробния ѝ камък било написано „ИДИТ МЕРИ ТОЛКИН Лутиен 1889-1971“, а когато той умрял две години по-късно, по негово нареждане било изписано „ДЖОН РОНАЛД РУЕЛ ТОЛКИН Берен 1892-1973“